# ساباط ک ناهید
ساباط کوچه ناهید مربوط به دوره قاجار است و در دزفول، محله قلعه، کوچه ناهید، جنب مسجد عاملی (نبوی) واقع شده و این اثر در تاریخ ۱۲ بهمن ۱۳۸۱ با شمارهٔ ثبت ۷۰۹۷ به‌عنوان یکی از آثار ملی ایران به ثبت رسیده است.